# پزشکی زنان
پزشکی زنان، بیماری‌های زنان و زایمان، متخصص زنان، ژینِکولوژی یا گایناکولوژی (Gynaecology یا Gynecology) یکی از رشته‌های تخصصی پزشکی است. البته در کشورهای اروپایی و آمریکایی تخصص دیگری به نام Obstetrician(آبستِتریشن یا آبستتریشن) هم وجود دارد که وظیفه‌اش مراقبت از خانم‌ها در هنگام بارداری و کمک به آن‌ها در به دنیا آوردن فرزند است. در ایران فقط دانشجویان پزشکی زنی (مردان نمی‌توانند) که دوره دکترای حرفه‌ای پزشکی را پس از ۷ سال اخذ می‌کنند، می‌توانند برای اخذ مدرک تخصصی زنان و زایمان اقدام کنند. این رشته تخصصی دارای چندین شاخه فوق تخصص و فلوشیپ نیز است که در برخی از دانشگاه‌های علوم پزشکی مانند تهران و شهید بهشتی تدریس می‌شوند. از جمله آنها می‌توان به سرطان‌شناسی زنان(Gynecological oncology)، فوق تخصص بارداری(Obstetrician-این رشته بیشتر بعنوان تخصص فعلاً فقط در اروپا و آمریکا تدریس می‌شود)، فلوشیپ بیماری‌های رحم و تخمدان‌ها(Uterine and ovarians diseases fellowship)، فلوشیپ واژن و ناحیه تناسلی بیرونی/داخلی زنان(Female vagina and external genitalia fellowship) و…
گاهی هم ممکن است با تخصصی به نام OB-Gyn (با تلفظ اُ بی جین) مواجه شوید. منظور از OB-Gyn همان چیزی است که در ایران با نام «دکتر زنان و زایمان» شناخته می‌شود. این دکترها هم برای مراقبت از سلامتی زنان تلاش می‌کنند و هم دربارهٔ بارداری و زایمان به خانم‌ها کمک می‌کنند.
تعدادی از دکترهای زنان ترجیح می‌دهند فقط در یکی از این رشته‌ها کار کنند و وارد رشتهٔ دیگر نشوند؛ مثلاً عده‌ای از دکترهای زنان فقط در مسائل بهداشتی زنان فعالیت می‌کنند و کاری به حاملگی و زایمان ندارند. حتی ممکن است تعدادی از دکترهای زنان و زایمان که در بخش زایمان تخصص دارند، ترجیح بدهند فقط در زایمان طبیعی حضور داشته باشند و در جراحی‌هایی مثل سزارین دخالت نکنند.در بسیاری از موارد یک جراح عمومی یا فوق تخصص جراحی گوارش و بعضاً جراح استخوان و ستون فقرات و در موارد نادر جراح مغز و اعصاب عمل سزارین را انجام می‌دهد. اما به‌طور کلی جراح عمومی و گروهی از کادر اتاق عمل و بیهوشی در این عمل مداخله می‌کنند.

## کارهایی که پزشک زنان انجام می‌دهد

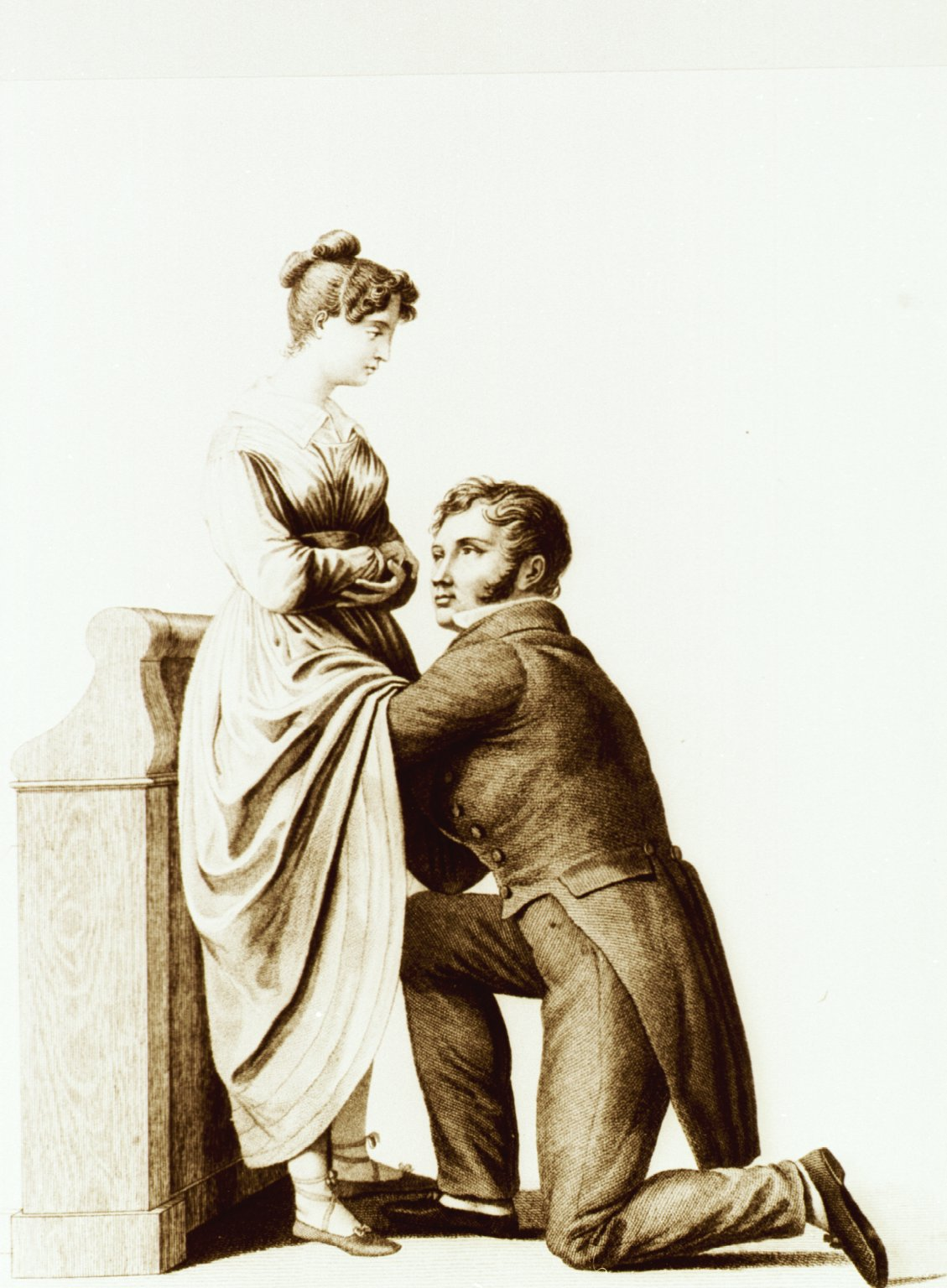
تابو بودن معاینه اندام‌جنسی زنانه در گذشته. پزشک بدون دیدن در حال بررسی عضو است. نقاشی از ژاک-پییِر می‌گریر، پزشک فرانسوی، ۱۸۲۲

تشخیص و درمان بیماری‌های زنان مانند قاعدگی دردناک، اختلالات قاعدگی، سرطانهای رحم، سرطان تخمدان، سرطان دهانه رحم، سرطان واژن، نزدیکی دردناک، کیست تخمدان، پیچ‌خوردگی تخمدان، عفونت دستگاه تناسلی (واژینیت) و … در این رشته مورد بحث قرار می‌گیرند.
همچنین بارداری، سیر و کنترل آن و انجام زایمان طبیعی یا عمل سزارین و عوارض آن نیز در این بخش قرار دارند. بیماری‌هایی مانند اکلامپسی و پره‌اکلامپسی، حاملگی خارج‌رحمی، سقط خودبه‌خودی، جداشدن جفت، زایمان سخت و …
در فرانسه و سوئیس و اکثر کشورهای اروپائی اکثریت خانمهای حامله به بیمارستانهای دانشگاهی-دولتی مراجعه می‌کنند؛ و در طول تمام بارداری توسط ماما معاینه می‌شوند، و فقط دو بار توسط انترن بیمارستان ویزیت می‌شوند مگر در «حاملگی‌های غیرعادی» و با شروع درد زایمانی یا پاره شدن کیسه آب به بیمارستان مربوط در محل زندگی خود مراجعه می‌کنند و مامای بیمارستان عهده‌دار زایمان و پیشرفت آن می‌شود؛ و در صورت برخورد با اشکال در پیشرفت زایمان به پزشک زنان اطلاع می‌دهد.